# Onygenales
Los Onygenales son un orden de los Ascomycetes, en los eurotiomycetes Ascomycetes. 
Los Onygenales son importantes como patógenos emergentes humanos, debido a que el aumento de las tasas de inmunosupresión por trasplante de hígado, HIV/SIDA, y desórdenes autoinmunes como el Lupus eritematoso. 